# عرب الدنمارك
عرب الدنمارك أو العرب في الدنمارك هم مجموعة من المهاجرين من الدول العربية معظمهم من فلسطين والعراق ولبنان وسوريا ويبلغ تعدادهم 107,000 ويشكلون 1.9% من تعداد سكان الدنمارك ويعتنقون الإسلام والمسيحية.